# Cristești, Mureș
Cristesti là một xã thuộc hạt Mureș, România. Dân số thời điểm năm 2002 là 5594 người.